# 1931年の政治
1931年の政治（1931ねんのせいじ）では、1931年（昭和6年）の政治分野に関する出来事について記述する。

## できごと

### 1月

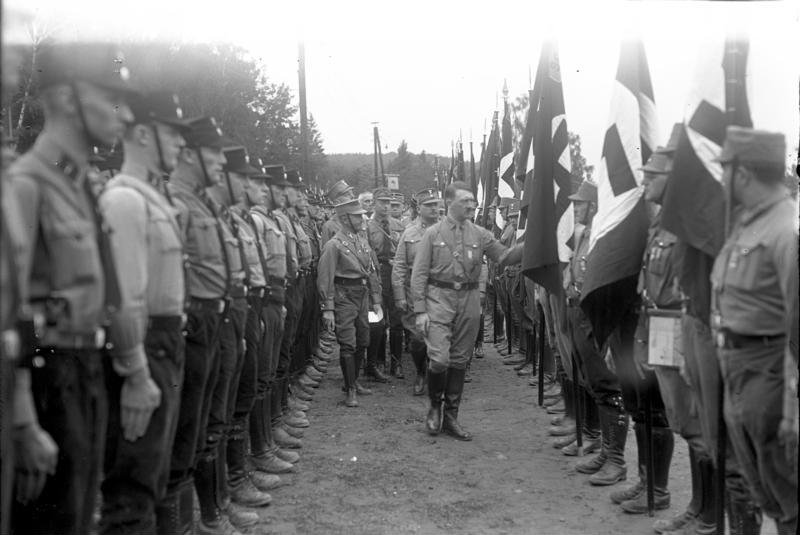
突撃隊員を閲兵するヒトラーとレーム（1931年9月）

- 1月5日 - ナチス党、エルンスト・レームが正式に突撃隊幕僚長に就任[1][2]。
- 1月16日 - 霧社事件の引責により石塚英蔵台湾総督が退任。後任に太田政弘元警視総監。
- 1月21日 - 濱口雄幸首相退院。
- 1月22日 - 第59議会再開。

### 2月
- 2月2日 - 衆議院予算総会で立憲政友会の中島知久平の質問に対する幣原喜重郎外務大臣（首相臨時代理）の答弁が森恪政友会幹事長により問題化し、審議中止[3]。
- 2月4日 - 衆議院予算委員会流会。
- 2月5日
  - 安藤正純、犬養健、原惣兵衛など政友会の委員が衆議院予算委員室を占拠、審議阻止。
  - 床次竹二郎、上野池之端の中華料理店に朝倉文夫、橋本欣五郎中佐（参謀本部ロシア班長）を招待[4]。
  - 谷中天王寺の朝倉邸で橋本欣五郎、朝倉に宇垣一成陸軍大臣を中心とする軍部内閣樹立、帝国議会停止、政党解散による国家改造を吐露。次いで渋谷松涛町の建川美次少将（参謀本部第二部長）宅を訪問[5]。
- 2月6日
  - 帝国議会内は、民政党、政友会が激突。議員、秘書、院外団が乱闘となり重軽傷者合わせて36名を出す[6]。
  - 建川少将、参謀本部第二部長室に杉山元陸軍次官、小磯国昭陸軍省軍務局長、鈴木貞一中佐、二宮治重参謀次長、重藤千秋支那課長、根本博支那班長、橋本欣五郎ら陸軍省首脳を招集。橋本はクーデター計画を説明[7]。
  - （午後5時）杉山陸軍次官、小磯軍務局長、二宮参謀次長、建川第二部長が陸相官邸に宇垣陸相を訪問[6]。
  - （午後7時）築地金龍亭で橋本欣五郎と大川周明が会談[8]。
- 2月11日
  - 宇垣陸軍大臣と大川周明が会談[9]。
  - （午後）品川御殿山の重藤千秋中将宅で橋本欣五郎らが集まりクーデター計画の具体案決定[9]。
- 2月12日
  - 大川周明、行地社の狩野敏にクーデターの庶務を、門下の中島信一に軍人との連絡役をそれぞれ指示[10]。
  - （夜）大川周明、大化会の清水行之助に東京での騒擾を指示[11]。
- 2月13日 - 大川周明、門下の東亜経済調査局の松延繁次に無産政党、労組動員を指示[10]。
  - （日時不詳）清水行之助、徳川義親侯爵を訪問し、クーデター計画を打ち明け資金を相談[12][13][14]。
- 2月19日 - 幣原外務大臣（首相臨時代理）、貴族院に予算案を上程した際、浜口首相の3月上旬の登院を答弁。　
  - 2月下旬から3月始め - 濱口首相、激しい腹痛や下痢、便秘、食欲減退等症状悪化。
- 2月28日 - 衆議院、婦人公民権法案を可決。

### 3月
- 3月6日 - 大川周明、濱口首相の有力後継候補に浮上した宇垣陸軍大臣に書簡。
- 3月7日 - 宇垣陸軍大臣豹変。小磯国昭軍務局長へクーデター中止を命令。
  - 小磯軍務局長、中島信一を通して大川周明にクーデター中止を連絡。
  - （日時不明）大川、河本大作元大佐に擬砲弾調達を相談。
- 3月9日 - 濱口首相、宮中に参内。昭和天皇に幣原臨時首相代理の任を解くことを奏上。
- 3月10日 - 濱口首相、衆議院に登院。
- 3月11日 - 濱口首相、貴族院に登院。
- 3月17日
  - 岡村寧次大佐、鈴木貞一中佐を経て、クーデター計画が真崎甚三郎中将（第一師団長）に伝わる。真崎、永田鉄山軍務課長に抗議。永田軍務課長、小磯軍務局長に報告。
  - 小磯軍務局長、河本大作元大佐に大川周明説得を依頼。河本は徳川義親侯爵に大川の説得を依頼。
  - 徳川義親侯、大川周明を説得しクーデターは中止。
- 3月18日 - 濱口首相、衆議院本会議に登壇。
- 3月20日 - 日本陸軍の青年将校による政治結社「桜会」によるクーデター計画が発覚（三月事件）。
- 3月24日 - 貴族院、婦人公民権法案を否決。

### 4月
- 4月4日 - 濱口首相、再入院。
- 4月5日 - 濱口首相、再手術。
- 4月10日 - 宇垣一成陸軍大臣辞任。後任に南次郎大将を任命
- 4月13日
  - 濱口内閣総辞職。
  - 立憲民政党総裁に若槻禮次郎元首相が就任。
  - 西園寺公望公爵、後継首相に若槻民政党総裁を奏請。
  - 若槻禮次郎に大命降下。
- 4月14日
  - 第2次若槻内閣成立。
  - スペイン国王アルフォンソ13世が亡命し、スペイン第二共和政成立。

### 5月
- 5月16日 - 閣議、官吏減俸を決定。以後、各省職員による反対運動起こる。
- 5月27日 - 第2次若槻内閣が「官吏減俸令」公布（6月1日施行）。

### 6月

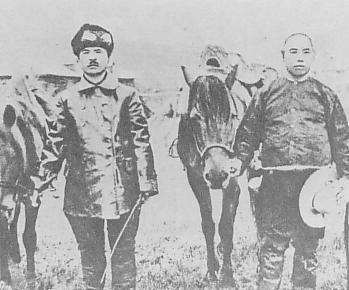
視察旅行前の中村震太郎大尉（左）と井杉延太郎退役曹長。

- 6月17日 - 朝鮮総督に宇垣一成元陸軍大臣を任命。
- 6月22日 - 内閣に臨時行財政整理審議会設置。
- 6月27日 - 中村大尉事件。北満視察中の中村震太郎大尉が中国兵に殺害される。

### 7月
- 7月2日 - 万宝山事件。
- 7月3日 - 朝鮮排華事件。
- 7月3日 - 労農党や全国大衆党、社会民衆党の一部（合同賛成派）が合同し、全国労農大衆党結成。

### 8月
- 8月25日 - イギリスでマクドナルド挙国一致内閣成立。
- 8月26日 - 濱口雄幸前首相、死去。

### 9月
- 9月上旬 - 関東軍戦闘準備を開始。
- 9月15日 - 林久治郎奉天総領事、幣原外相に対して関東軍集結に関する機密電報。
- 9月18日 - 柳条湖事件。満州事変勃発。
- 9月19日 - 閣議、不拡大方針を決定。
- 9月21日
  - 林銑十郎陸軍中将による朝鮮軍独断越境進撃。
  - 中華民国、「満洲事変」を国際連盟に提訴（調停依頼）。
  - 張海鵬遼寧洮遼（または洮南）鎮守使兼東北騎兵第32師師長、関東軍に降伏。
- 9月22日 - 関東軍、満州領有計画を陸軍首脳部の反対で独立国家案へ変更。
- 9月24日
  - 閣議、満州事変の不拡大方針に関する政府声明。
  - 奉天地方自治維持会樹立。（委員長は袁金鎧、副委員長は于冲漢）。
- 9月26日 - 吉林省臨時政府が樹立（主席は煕洽）。
- 9月27日 - ハルビンで張景恵が東省特別区治安維持委員会樹立。
- 9月29日 - 熱河省政府主席の湯玉麟が独立を宣言。

### 10月
- 10月1日 - 張海鵬、独立宣言を発布。洮索辺境保安司令を自称、関東軍に呼応した[15]。
- 10月14日 - アドルフ・ヒトラー、クルト・フォン・シュライヒャー将軍の仲介でパウル・フォン・ヒンデンブルク大統領とはじめて会談。
- 10月16日 - 橋本欣五郎中佐（桜会）らによる軍部内閣樹立クーデター計画が陸軍省中枢に漏れる。
- 10月17日 - 十月事件（錦旗革命事件）。軍部内閣樹立クーデター計画が発覚、橋本欣五郎ら検挙。
- 10月21日 - 独、ナチス党、国家人民党、鉄兜団など右翼諸政党がハルツブルク戦線を結成。

### 11月
- 11月18日
  - 若槻首相、首相官邸で安達謙蔵内相と会談。民政党、政友会の挙国一致連立内閣構想を相談。
  - 安達内務大臣、政友会の久原房之助幹事長邸（目黒、八芳園）を訪問。
- 11月19日 - 久原政友会幹事長、犬養毅政友会総裁に挙国一致連立内閣構想を伝える。
- 11月21日
  - 安達内務大臣が政友会・民政党両党による協力内閣を主張する声明を発表。
  - 国際連盟理事会、リットン卿を団長とするリットン調査団を日中両国に派遣することを決定。
- 11月27日 - 中華ソビエト共和国臨時政府樹立。

### 12月

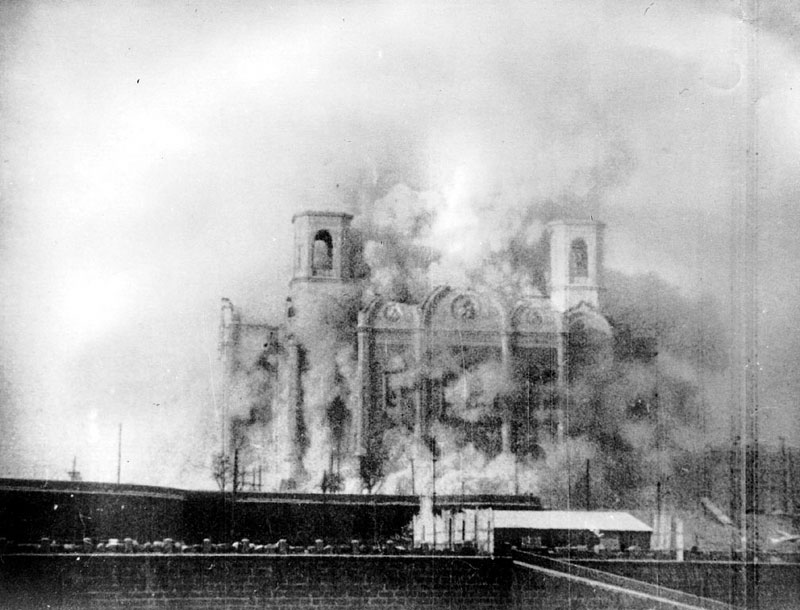
爆破される救世主ハリストス大聖堂

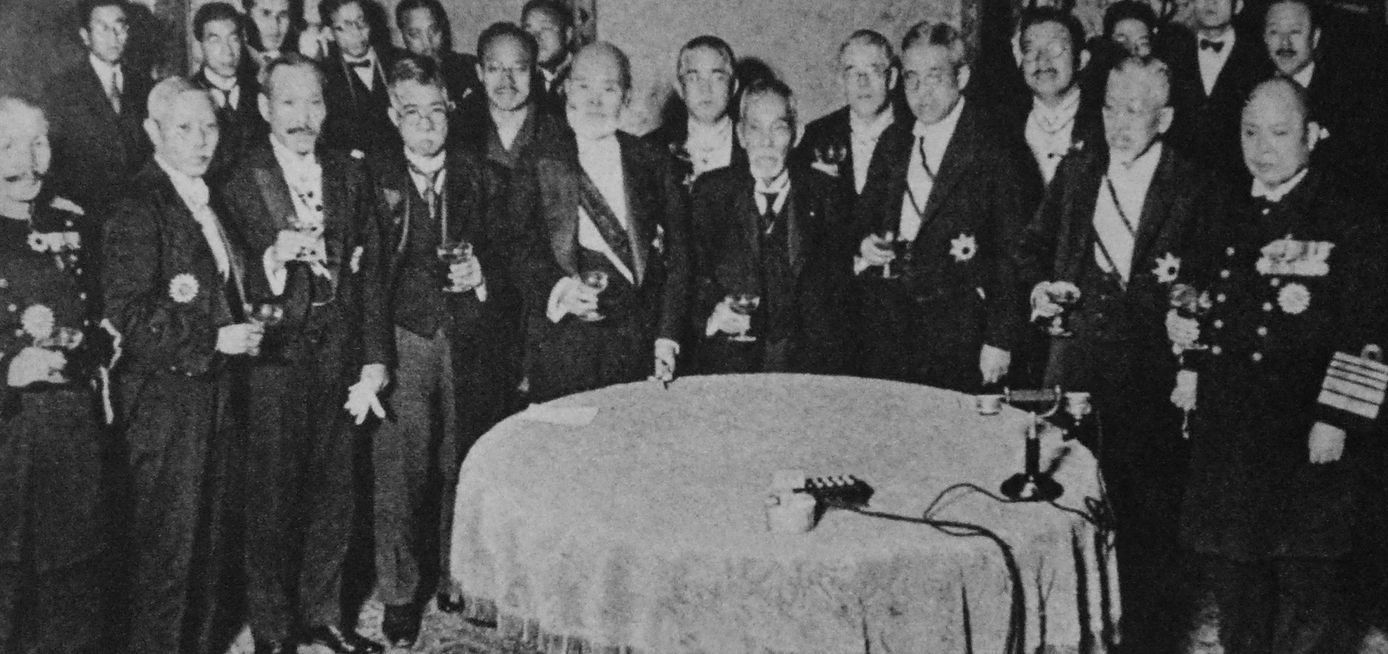
犬養内閣成立。左から荒木貞夫陸軍大臣、山本悌二郎農林大臣、三土忠造逓信大臣、鈴木喜三郎司法大臣、高橋是清大蔵大臣、犬養毅首相、床次竹二郎鉄道大臣、鳩山一郎文部大臣、中橋徳五郎内務大臣、大角岑生海軍大臣。犬養内閣は戦前最後の政党内閣となった。

- 12月5日 - ソ連共産党政治局の指令によりモスクワの救世主ハリストス大聖堂が爆破解体される[16]。
- 12月11日 - 安達内務大臣が辞任勧告を拒否。内閣不統一により第2次若槻内閣総辞職。
- 12月12日 - 犬養毅立憲政友会総裁に大命降下。
- 12月13日
  - 犬養内閣成立。
  - 安達謙蔵一派、民政党を脱党。
  - 金輸出再禁止令公布施行。
- 12月17日 - 銀行券金貨兌換停止令公布。
- 12月23日 - 第60議会召集。
- 12月26日 - 第60帝国議会開院式。